# Asami Sato
Asami Sato (佐藤麻美T, Satō AsamiP) è un personaggio immaginario e una dei protagonisti della serie animata statunitense La leggenda di Korra, creato da Michael Dante DiMartino e Bryan Konietzko.
A differenza di molti personaggi nel mondo de La leggenda di Korra, Asami non è in grado di "dominare" o manipolare nessuno degli elementi come acqua, terra, fuoco o aria. È l'unica figlia del ricco industriale Hiroshi Sato, che ha inventato la "Satomobile" e la cui compagnia, Industrie del futuro, ha sede a Città della Repubblica. Asami è un ingegnere addestrato, pilota esperto aereo e automobilistico e combattente competente. La scena finale della serie, che indica l'inizio di una relazione romantica tra Korra e Asami Sato, costituisce la prima rappresentazione LGBT ufficiale nella storia della televisione per bambini occidentali.

## Concezione e sviluppo
Asami venne inizialmente concepita per essere una spia che lavorava per il movimento Equalista - antagonisti nella prima stagione - infiltrata all'interno del team Avatar. Tuttavia, il personaggio è diventato così benvoluto dai co-creatori DiMartino e Konietzko che l'hanno riscritta per essere un'amica di Korra ed estranea delle attività degli Equalista e di suo padre. DiMartino ha ricordato che lui e Konietzko "sapevano" di aver bisogno di "un personaggio che non era un dominatore" dopo aver deciso la trama della rivoluzione dei non-dominatori. Konietzko ha anche diffuso l'idea alla team degli sceneggiatori che Asami e Korra potrebbero essere bisessuale, ma inizialmente ha accantonato l'idea, supponendo che Nickelodeon non avrebbe permesso che venisse trasmesso. Questa decisione venne cambiata dopo la seconda stagione.
La sceneggiatura per l'ultimo episodio della prima stagione, Fine dei giochi, vedeva Asami entrare nelle Forze Unite di Città della Repubblica alla fine dell'episodio. La sceneggiatura è stata rielaborata qualche tempo prima della conferma della seconda stagione. Il design di Asami, realizzato da Bryan Konietzko, si basa sull'idea delle attrici della "Golden Age" di Hollywood (1927-63) nel mondo di Avatar, mentre suoi capelli erano ispirati a quelli di Rita Hayworth, famosa attrice americana negli anni '40. Konietzko ha scritto che la somiglianza di Asami con il personaggio di Lust della serie animata del 2009 Fullmetal Alchemist: Brotherhood era una coincidenza, poiché non aveva visto la serie al momento della creazione del design di Asami nel 2010. Konietzko aveva precedentemente avuto difficoltà nel disegnare donne e ha scelto di progettare Asami da solo, volendo una sfida.

### Design
Il design iniziale del personaggio di Asami, da quando doveva essere una spia dell'equalista, non era cambiato dopo che i co-creatori DiMartino e Konietzko la riscrivevano come alleata. Il suo design ha portato gli spettatori a ipotizzare che il personaggio sarebbe diventato una "femme fatale" quando è apparsa per la prima volta. Dopo che è stato rivelato che non era una spia dell'equalista, The A.V. Club ha notato che "si scopre che Asami non è cattivo, è semplicemente disegnata in quel modo".
Durante le prime tre stagioni de La leggenda di Korra, Asami indossa sempre una giacca rosso scura e grigia, un abito a collo alto rosso, leggings rosa e stivali neri. Nel suo episodio introduttivo La voce nella notte, Asami è anche vista indossare abiti formali, due abiti diversi, uno durante l'appuntamento iniziale con Mako e l'altro mentre partecipava a un gala con lui. Asami durante la prima stagione indossa un completo quando coinvolta in un vero combattimento, che mantiene per tutta la serie e che poi non indossa più durante la terza stagione quando viaggia con il team Avatar. Il suo cappotto, che ha debuttato nell'episodio della seconda stagione (2013) Spirito ribelle è basato su uno che Konietzko vide su un sito di moda giapponese..
Il design del personaggio è leggermente diverso nella quarta e ultima stagione della serie ed è stato rivelato attraverso un trailer per la stagione nel settembre 2014. Asami ha un taglio di capelli diverso, un abbigliamento diverso e dimostra di essere cresciuta in altezza.
Sono state fatte una serie di revisioni sul suo design, che includevano anche un cappello e diverse acconciature. DiMartino ha scritto che amava la versione finale della sua apparizione in quarta stagione, trovando che fosse un "bell'equilibrio di abbigliamento formale da lavoro ed eleganza alla moda." Entertainment Monthly ha scritto che, mentre il suo aspetto era cambiato, manteneva "l'immagine di donna d'affari senza sembrare incasinata." Noriel Espinueva di Hallels ha ritenuto che il personaggio fosse "ancora più maturo", aggiungendo che il cambiamento di design ha contribuito alla narrazione, cambiata molto durante il gap di tre anni tra la terza e la quarta stagione della serie. The A.V. Club ha trovato i suoi vestiti più orientati al business rispetto al suo abbigliamento precedente e i suoi capelli sono pettinati in modo simile a sua madre.

### Doppiaggio
Asami è doppiata da Seychelle Gabriel. Il primo coinvolgimento di Gabriel nell'universo di Avatar è stato per interpretare Yue nel film L'ultimo dominatore dell'aria. Gabriel inizialmente ricordò il nome di Asami perché suonava come "salami". Gabriel è stato annunciato per il ruolo nel marzo 2011, insieme al resto del cast principale per la prima stagione. Alcuni giorni prima della registrazione, Gabriel ha ricevuto le sceneggiature de La leggenda di Korra ed è stata sorpresa dal fatto che Asami che si è rivoltata contro suo padre, definendolo una "situazione davvero strana". Gabriel era ben consapevole dei paragoni tra Asami e Batman, avendo visto un meme di Internet che lo evidenziava e sia lei che i suoi genitori erano favorevoli all'amicizia tra Asami e Korra. Le piaceva soprattutto che fossero due ragazze che non lasciavano che "un ragazzo si frapponesse tra loro", sentendo che anche loro erano più forti. Mentre elencava gli attori che sentiva somiglianti ai personaggi de La leggenda di Korra e poteva potenzialmente riprodurli in un film d'azione, Tommy DePaoli di Moviepilot la menzionava come candidato adatto, scrivendo che Gabriel "avrebbe fatto un Asami impeccabile."

## Apparizioni

### Fumetti
Nella prima parte del fumetto Turf Wars, Korra e Asami trascorrono del tempo nel mondo degli spiriti esplorando i loro sentimenti romantici l'una per l'altra. La coppia si reca nella Tribù dell'Acqua del Sud per rivelare la loro relazione ai genitori di Korra, entrambi felici e solidali nel sentire la notizia, sebbene Tonraq avverta Korra che il resto del mondo potrebbe non accettare la relazione tra persone dello stesso sesso. Al ritorno a Città della Repubblica, la coppia incontra il magnate Wongyong Keum che progetta di formare un parco di divertimenti sul terreno che circonda il Portale degli spiriti. Asami perde la calma, ricordando gli oscuri rapporti di Kuem con suo padre e gli ordina di andarsene. Asami inizia a elaborare piani per nuovi sviluppi abitativi per le persone che sono sfollate a seguito dell'assalto di Kuvira, che il presidente Raiko accetta di finanziare insieme alle Industrie del futuro e alla Varrick Industries. All'isola del Tempio dell'Aria, Korra e Asami ricevono consigli da Kya sulla loro relazione e sulla storia di come le relazioni tra persone dello stesso sesso sono state viste nel loro mondo. Asami aiuta i Nomadi dell'Aria quando la Triade del Triplo Terrore, su ordine di Keum, tenta di allontanarli dal Portale degli spiriti. Asami viene quasi uccisa nel combattimento, distraendo Korra e permettendo ad uno spirito di drago di attaccare il nuovo leader della Triade, Tokuga. In seguito alla battaglia, Korra bacia Asami per il sollievo, portando Mako, Bolin, Jinora e Opal a scoprire la loro relazione. Tre settimane dopo la sconfitta di Tokuga, Korra ha detto ad Asami di essere innamorata di lei, e Asami ha detto di provare lo stesso per Korra.

## Altri media
Nel marzo 2015, Bryan Konietzko ha pubblicato l'artwork di Korra e Asami che si abbracciano, intitolato Turtle-duck Date Night. L'artwork è stato annunciato per essere venduta come stampa esclusiva per The Legend of Korra / Avatar: The Last Airbender Tribute Exhibition al Gallery Nucleus, con il ricavato donato da Konietzko a una linea di assistenza per la prevenzione al suicidio LGBTQ. Dopo che il matrimonio omosessuale è stato dichiarato legale in tutti i 50 stati degli Stati Uniti, Konietzko ha pubblicato una versione arcobaleno dell'opera. Korra e il suo predecessore Aang sono stati presenti su una stampa disponibile per i partecipanti al San Diego Comic-Con del 2015.
Asami appare nei libri The Legend of Korra Revolution e Endgame, due romanzi che insieme adattano la prima stagione della serie.